# Wilhelm Börger

Wilhelm Börger

Wilhelm Heinrich Börger (* 14. Februar 1896 in Kray; † 29. Juni 1962 in Heidelberg) war ein deutscher NS-Politiker.

## Leben
Nach dem Besuch der Volksschule erlernte Börger das Schlosserhandwerk und war anschließend als Geselle auf der Zeche Dahlbusch in Rotthausen tätig. Von Januar 1915 bis November 1918 nahm Börger als Soldat der Marine am Ersten Weltkrieg teil. Nach Kriegsende kehrte Börger als Elektriker zur Zeche Dahlbusch zurück. Er stand vermutlich der KPD nahe, was er später als seine Jugendsünde zu bezeichnen pflegte. In den folgenden Jahren war in verschiedenen Fabriken in Neuss und von 1925 bis 1930 als Betriebssekretär bei der Stadt Neuss tätig.
Seine politische Entwicklung wurde durch Ernst Ellenberger und Ernst Graf zu Reventlow beeinflusst.
Seit 1920 engagierte sich Börger politisch in der Öffentlichkeit. 1924 kandidierte er für die „Völkische Freiheitsbewegung“ für den Preußischen Landtag. Zum 1. September 1929 trat er der NSDAP bei (Mitgliedsnummer 150.841), war im selben Jahr Leiter der NSDAP-Ortsgruppe Neuss, ab 1930 NS-Kreisleiter und ab 1932 Landesobmann. Bei der SS hatte Börger zuletzt den Rang eines SS-Brigadeführers (SS-Nummer 247.066). Ab September 1930 gehörte Börger dem Reichstag für den Wahlkreis 22 (Düsseldorf Ost) an. Sein Mandat behielt er auch nach der nationalsozialistischen „Machtergreifung“ im dann funktionslosen Reichstag.
Wilhelm Börger wurde von der NSDAP als Redner eingesetzt, so u. a. als „NS-Arbeiteragitator“, und fand in dieser Funktion großen Anklang. Auch zu seinen späteren Vorlesungen kamen nicht nur Studenten. Seine Reden waren ausgesprochen antisemitisch, wobei der bibelfeste Börger, der aus einer gläubigen evangelischen Familie stammte, seine Beispiele dem Alten Testament entnahm. Gleichzeitig war Börger antikapitalistisch eingestellt und fand viel Anklang bei KPD- und SPD-Mitgliedern.
Nach der „Machtergreifung“ der Nationalsozialisten erhielt Börger im Mai 1933 einen Lehrauftrag für „Deutschen Sozialismus“ an der Universität Köln. Gefördert wurde seine Tätigkeit durch Erwin Geldmacher, den damaligen Dekan der wirtschaftswissenschaftlichen Fakultät. Die tatsächliche Arbeit übernahm sein Assistent Franz Horsten, als sich herausstellte, dass Börger überfordert war. Gleichzeitig wurde Börger zum „Treuhänder der Arbeit“ (Rheinland) und zum Preußischen Staatsrat ernannt. Im April 1934 wurde er Reichsbeamter. Am 16. Juli 1935 erhielt er eine Honorarprofessur und wurde Leiter des Instituts für Deutsche Sozialpolitik der Universität zu Köln.
Börger veröffentlichte mehrere Bücher mit nationalsozialistischem Gedankengut, darunter 1933 die Schrift „Angewandte Rassenkunde für Jedermann“, die eine Auflage von mehreren hunderttausend Exemplaren erreichte.
1938 wechselte er als Ministerialdirektor mit Zuständigkeit für die Verwaltung des Ministeriums und der nachgeordneten Dienststellen in das Reichsarbeitsministerium. Am 30. Januar 1939 wurde er zum SS-Brigadeführer ernannt. Ab November 1944 war er für das Rasse- und Siedlungshauptamt der SS tätig.
Börger gehörte dem Zentralausschuss der Reichsbank, dem Verwaltungsausschuss der Deutschen Reichspost und dem „Sachverständigenbeirat für Bevölkerungs- und Rassenpolitik“ des Reichsministeriums des Innern an. Zudem wurde er Sondertreuhänder für den Bergbau.

### Nach Kriegsende
Börger wurde inhaftiert und in das Lager Hessisch Lichtenau verbracht, dann nach Nürnberg verlegt, wo Robert W. Kempner vergeblich versuchte, ihn als Zeuge zu verwenden. In der Haft entwickelte er einen Hass auf Hitler, besonders als er erfuhr, dass zwei seiner Töchter Bombenangriffen zum Opfer gefallen waren. Ende 1948 wurde er entlassen. In seinem Entnazifizierungsverfahren wurde er zunächst in die Kategorie III („Minderbelastete“), später in die Kategorie IV („Mitläufer“) eingestuft.
Später nahm er seinen Wohnsitz in Essen und wurde Vertreter für Farben, Lacke und Arbeitshandschuhe. Er klagte ohne Erfolg auf das Aufleben seiner Verbeamtung. Er führte Gespräche mit dem protestantischen Pfarrer Hermann Blanke in Essen-Rüttenscheid und besuchte die Gottesdienste der Gemeinde, ohne der Kirche wieder beizutreten.